# Есан Лашгарі
Есан Лашгарі (перс. احسان لشگرى; нар. 13 червня 1994, Казвін) —  іранський борець вільного стилю, бронзовий призер чемпіонату світу, чотириразоваий чемпіон Азії, переможець Кубку світу, бронзовий призер Олімпійських ігор.

## Життєпис
Боротьбою почав займатися з 2002 року.
Виступав за борцівський клуб «Тахті», Казвін. Тренер — Реза Хоссейні.

## Спортивні результати на міжнародних змаганнях

### Виступи на Олімпіадах
| Змагання                    | Збірна | Вагова категорія          | Місце  |
| --------------------------- | ------ | ------------------------- | ------ |
| Літні Олімпійські ігри 2012 | Іран   | вільна боротьба, до 84 кг | Бронза |

### Виступи на Чемпіонатах світу
| Змагання                        | Збірна | Вагова категорія          | Місце  |
| ------------------------------- | ------ | ------------------------- | ------ |
| Чемпіонат світу з боротьби 2010 | Іран   | вільна боротьба, до 84 кг | 18     |
| Чемпіонат світу з боротьби 2013 | Іран   | вільна боротьба, до 84 кг | Бронза |

### Виступи на Чемпіонатах Азії
| Змагання                       | Збірна | Вагова категорія          | Місце  |
| ------------------------------ | ------ | ------------------------- | ------ |
| Чемпіонат Азії з боротьби 2009 | Іран   | вільна боротьба, до 84 кг | Золото |
| Чемпіонат Азії з боротьби 2010 | Іран   | вільна боротьба, до 84 кг | Золото |
| Чемпіонат Азії з боротьби 2012 | Іран   | вільна боротьба, до 84 кг | Золото |
| Чемпіонат Азії з боротьби 2016 | Іран   | вільна боротьба, до 86 кг | Золото |

### Виступи на Кубках світу
| Змагання                    | Збірна | Вагова категорія          | Місце  |
| --------------------------- | ------ | ------------------------- | ------ |
| Кубок світу з боротьби 2010 | Іран   | вільна боротьба, до 84 кг | 4      |
| Кубок світу з боротьби 2012 | Іран   | вільна боротьба, до 84 кг | 7      |
| Кубок світу з боротьби 2013 | Іран   | вільна боротьба, до 84 кг | 5      |
| Кубок світу з боротьби 2014 | Іран   | вільна боротьба, до 86 кг | Золото |

### Виступи на інших змаганнях
| Змагання                                                     | Збірна | Вагова категорія                 | Місце  |
| ------------------------------------------------------------ | ------ | -------------------------------- | ------ |
| Золотий Гран-прі з боротьби 2008                             | Іран   | вільна боротьба, до 84 кг        | 8      |
| Кубок Тахті 2009                                             | Іран   | вільна боротьба, до 84 кг        | Срібло |
| Кубок Тахті 2010                                             | Іран   | вільна боротьба, до 84 кг        | Золото |
| Кубок Тахті 2011                                             | Іран   | вільна боротьба, до 84 кг        | Срібло |
| Тестовий турнір FILA 2011                                    | Іран   | вільна боротьба, до 84 кг        | Бронза |
| Олімпійський кваліфікаційний турнір з боротьби 2012 (Астана) | Іран   | вільна боротьба, до 84 кг        | Золото |
| Гран-прі Іспанії з боротьби 2012                             | Іран   | вільна боротьба, до 84 кг        | Золото |
| Rumble on the Rails 2013                                     | Іран   | multiple Style Event, до LL84 кг | Золото |
| Золотий Гран-прі з боротьби 2014 (Баку)                      | Іран   | вільна боротьба, до 86 кг        | Срібло |
| Золотий Гран-прі з боротьби 2015                             | Іран   | вільна боротьба, до 86 кг        | Бронза |
| Кубок Тахті 2016                                             | Іран   | вільна боротьба, до 86 кг        | Золото |